# Selina Chönz
Selina Chönz (4 de octubre de 1910 en Samedan, cantón de los Grisones - 17 de febrero del 2000) fue una autora suiza en lengua romanche. Su obra más conocida es Schellenursli, un libro infantil muy conocido que fue ilustrado por Alois Carigiet.
Selina Chönz estudió en Berna educación infantil. Tras largos períodos en Lausana y Oxford para aprender las lenguas, volvió al Engadin, en Suiza.
Tras la Segunda Guerra Mundial publicó el Schellenursli, del que se publicaron más de un millón de copias. Más tarde siguieron la historia de Flurina y otras obras. Uorsin se titulaba la versión original del Schellenursli, editado en romanche del Engadin inferior. Durante varios años una amiga de Chönz le insistió al artista suizo Alois Carigiet para que ilustrara el libro. Tras unas dudas iniciales, se creó uno de los libros ilustrados suizos más conocidos de su época. Siguieron varias obras escritas por Chönz e ilustradas por Carigiet. Los libros han sido editados en varias lenguas y siguen editándose, tanto es así que la última edición alemana del Schellenursli es del 2003.

## Obra

### Relatos
- La chastlauna (1940)
- Il purtret da l'antenat (1943)
- La scuvierta da l'orma (1950), novela

### Libros para niños
- Schellenursli (1945), ilustrado por Alois Carigiet
- Flurina und das Wildvöglein (Flurina y el pájaro salvaje; 1952), ilustrado por Alois Carigiet
- Der grosse Schnee (La gran nieve; 1957), ilustrado por Alois Carigiet

- Datos: Q122126